# Возьники (гміна)
Гміна Возьники (пол. Gmina Woźniki) — місько-сільська гміна у південній Польщі. Належить до Люблінецького повіту Сілезького воєводства.
Станом на 31 грудня 2011 у гміні проживало 9695 осіб.

## Територія
Згідно з даними за 2007 рік площа гміни становила 127.36 км², у тому числі:
- орні землі: 52.00 %
- ліси: 36.00 %

Таким чином, площа гміни становить 15.49 % площі повіту.

## Населення
Станом на 31 грудня 2011:
| Опис     | Загалом | Загалом | Чоловіки | Чоловіки | Жінки | Жінки |
| -------- | ------- | ------- | -------- | -------- | ----- | ----- |
| одиниця  | осіб    | %       | осіб     | %        | осіб  | %     |
| все      | 9695    | 100     | 4792     | 49.43    | 4903  | 50.57 |
| міське   | 4475    | 100     | 2208     | 49.34    | 2267  | 50.66 |
| сільське | 5220    | 100     | 2584     | 49.50    | 2636  | 50.50 |

## Сусідні гміни
Гміна Возьники межує з такими гмінами: Боронув, Калети, Камениця-Польська, Козеґлови, Конописька, Кошенцин, Мястечко-Шльонське, Ожаровіце, Старча.